# Tolvajos-hágó
A Tolvajos-hágó (románul: Pasul Vlăhița) 985 méter magas hágó Erdélyben, a Székelyudvarhelyt Csíkszeredával összekötő 13A országúton, a Hargita gerincén.

## Forrás
- Székelyföld térképe. Cartographia – Ábel Térképészeti Kft., 1998 (ISBN: 9789630361606)